# آبراهه آبیاری بغرا

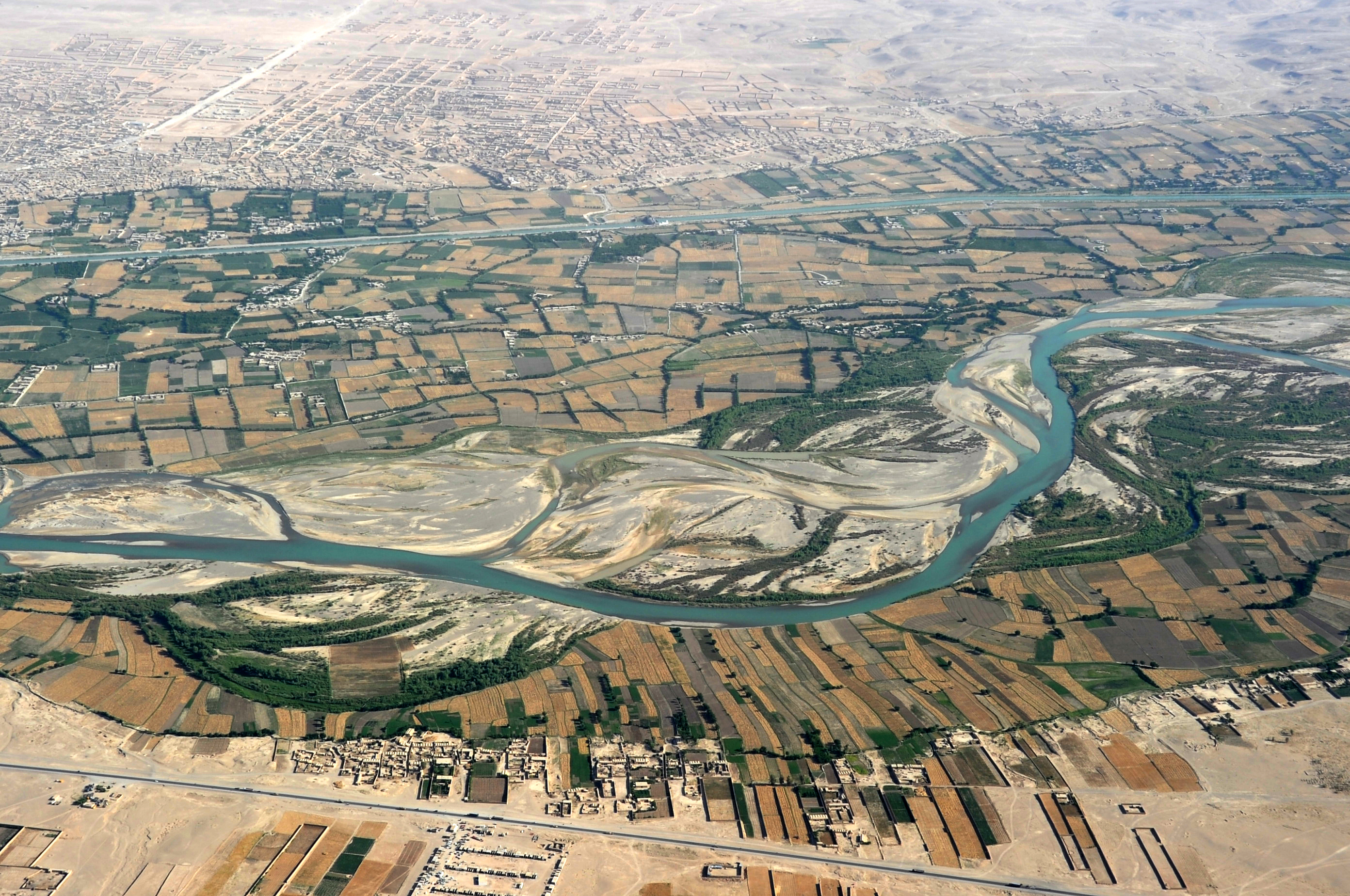
رودخانه هیرمند با آبراهه بغرا در فاصله میانی نزدیک شهر گرشک

آبراهه آبیاری بغرا (انگلیسی: Boghra Irrigation Canal) کانالی به طول حدود ۱۵۵ کیلومتر در مرکز افغانستان در ولایت هلمند است که برای هدایت آب از رودخانه هیرمند و ارغنداب به زمین‌های کشاورزی ایجاد شده‌اند. دولت افغانستان در ۲۳ نوامبر ۱۹۴۹ مبلغ ۲۱ میلیون دلار برای سیستم آبراهه دریافت کرد. آبراهه‌های بغرا، شمالون و مرجه تا سال ۱۹۵۴ تکمیل شدند که تحت کنترل اداره هلمند و دره ارغنداب است.